# 신정식 (범죄인)
신정식(申廷湜, 1928년 8월 2일 ~ 1961년 10월 19일)은 대한민국의 범죄인, 정치 깡패이다. 제1공화국 자유당 정권시절 조직폭력배 서대문파의 중간보스급으로 활약하였다. 일명 돼지로 불렸다. 5·16 군사정변이후 고대생 피습사건 등으로 1961년 임화수, 최인규, 이정재, 조용수, 곽영주 등과 함께 사형이 선고되었고 교수형 집행되었다..

## 생애
신정식은 4·19혁명 당시 서대문 시내의 이기붕(李起鵬)의 집 앞에서 「데모」를 하던 경성전기공고 학생 최기태 군을 쇠망치로 머리를 때려 살해한 혐의로 1960년 8월 20일 체포. 구속된 자이다.
1960년 10월 13일 오전 10시 신정식은 그의 처 이옥자와 면회를 하면서 『면회가 끝나더라도 돌아가지 말고 면회소 부근에서 기다려라』고 일러놓았다. 면회가 끝난 후 신정식은 일단 면회실에서 물러갔다가 직원의 감시를 피해 다시 면회실로 들어가서 근처에 기다리고 있던 그의 처를 안으로 불러들여 어린 애를 받아 안고 「통문증」(면회표)을 어린아이의 손에 쥐인 채  1960년 10월 13일 오전 10시 20분경 형무소 문을 태연히 빠져나갔다. 그런데 경찰에서는 신정식의 처를 구속하고 문초를 했던 바 지난 12일 면회할 때 신사양복 한 벌을 차입한 것이 밝혀짐으로서 신정식이 그의 처와 더불어 미리부터 탈옥을 계획하고 있었음이 드러났다.  
1960년 10월 15일 탈옥 52시간 만에 다시 체포되었다. 서울 마포의 지인 집에 숨어 있다 경찰에 발각돼 이내 체포되었다. 조사결과 탈옥 목적은 자신의 범행을 증언한 동료 깡패 두 명에게 복수하기 위한 것으로 밝혀졌다. 재차 구속된 신정식은 이듬해 5·16 군사정변에 의해 정권을 획득한 군사정권에 의해 진행된 재판에서 사형을 선고받고, 1961년 10월 19일 서울형무소에서 정치깡패의 대부 이정재와 함께 교수형을 당했다.